# Amargura
Amargura (estilizado em letras maiúsculas) é uma canção da cantora e compositora colombiana Karol G. A música foi lançada em 19 de maio de 2023, pela Universal Music Latino, como sétimo e último single de seu quarto álbum de estúdio, Mañana Será Bonito.

## Histórico
"Amargura" foi revelada pela primeira vez como uma faixa do quarto álbum de estúdio de Karol G, que estava por vir. A música foi lançada oficialmente em 24 de fevereiro de 2023, junto com o lançamento de seu álbum pai, Mañana Será Bonito. Mais tarde, foi lançada como single em 19 de maio de 2023.

## Desempenho comercial
"Amargura" estreou na posição 16 na parada dos EUA Bubbling Under Hot 100 em 11 de março de 2023, durante o lançamento de seu álbum original, Mañana Será Bonito. Na parada de 29 de agosto de 2023, a música atingiu um novo pico de número 2. Após o lançamento da mixtape e do lado B de Mañana Será Bonito, Mañana Será Bonito (Bichota Season), "Amargura" estreou na Billboard Hot 100 dos EUA na posição 95. A música atingiu seu pico final na parada de 2 de setembro de 2023 na posição 85.
Na parada dos EUA Billboard Hot Latin Songs de 11 de março de 2023, a música estreou na posição 24. Na parada de 2 de setembro de 2023, a música atingiu seu pico de número 14.

## Visualizer
Um visualizer para "Amargura" foi lançado no canal YouTube de Karol G em 24 de fevereiro de 2023, junto com outros vídeos Visualizer para músicas de Mañana Será Bonito.